# 姜公輔
姜公輔（730或731年—805年），字德文，中國唐代名儒及大臣，愛州（今越南清化，當時為唐朝屬地）人，具才智，考中進士入仕唐室，歷任翰林學士、拾遺等職，在783年（建中四年）的涇原兵變中協助唐德宗皇帝避難有功，升至諫議大夫及同中書門下平章事的宰輔職務。後因直諫，觸怒德宗皇帝而被貶，最終死於泉州。姜公輔享負文名，獲得中、越兩國人士尊崇，有《白雲照春海賦》、《對直言極諫策》等文章傳世。

## 生平

### 家世與藉貫
姜公輔的原住地，宋代官修的《新唐書》所載是在愛州日南縣。愛州在越南清化，越南民間對姜公輔故里亦有所探究，歷來有指姜公輔來自「安定縣錦球村」、「安定縣錦帳村」、「愛州山偎社」等說法。
現代中國學者劉志強從中越兩國史料考證得出，姜公輔雖為愛州人，但其祖先卻來自中國內地，先世源出天水（在今中國甘肅），至祖父姜神翊到欽州（在今中國廣西）任參軍，並定居該地。神翊子姜挺（公輔之父）又遷居日南縣，故此姜公輔家族遂成為愛州日南人。

### 出身入仕
姜公輔透過科舉晉身仕途。764年（廣德二年），公輔考中進士，唐室任為校書郎。780年（建中元年），唐德宗即位不久，他自覺「臨御日淺，政理多闕」，希望能廣納治國之策，乃召開「賢良方正能直言極諫科」，姜公輔便在是次的制科裡登榜。此後姜公輔獲朝廷重用，登制科榜後任拾遺官員，召入為翰林學士，到任期屆滿當遷時陳情「母老家貧」、「賴祿而養」，德宗特准為「兼京兆（尹）戶曹參軍（事）」。德宗皇帝對姜公輔的才識深為嘉賞，對其政見「多從之」。

### 治國理念
780年（建中元年），初即位的唐德宗「勸棈治道」，望能有所作為，姜公輔的《對直言極諫策》，便是在建中元年的「賢良方面能直言極諫科」向皇帝發表，以申明其治國理念的。
有鑑於唐朝中葉時期歷經動亂，唐德宗感到亟需「振將頹之紀綱」，姜公輔亦明白皇帝的想法，乃提出人力資源的重要，政府要羅致人才，刷新政治，勸德宗「徵隱逸於空山，拔夔龍於下位。聘名士，禮賢者；善無欲之徒，發惟新之詔。」在人事上除了招聘賢才，還要對為官者設法監管，「使吏肅人悅，法明令張」。
唐德宗甚為關心邊疆策略，詢問「何謀而可以西戎即敘」，姜公輔對此亦作了詳細解答。首先是「邊兵有常數，邊將有常務，分其土而居之，給其家而業之」，令兵將有穩定生活。另「又申嚴其令，使獲虜馬者賞以馬，使獲虜羊者賞以羊」信賞必罰，乃可「戰自力倍」。而現在「積甲日深，興戎歲廣，黎人抗弊，未可勤師」，需待「宏濟濟之士於朝，盛洋洋之化於野」，國力豐沛後「款塞而可即敘矣」。公輔還提到：「禮義立，孰有不恥且格乎？衣食足，孰有背義趨利者乎？」學者張秀民分析認為這些都是民生與教育並重，姜公輔所說的雖為老生常談，卻為儒家正統派之思想。
張秀民又指出，唐德宗即位之初，曾下詔停止四方進貢，又將文單國所獻舞象三十二頭，送至荊山之陽放生。姜公輔的策文裡也稱揚德宗的做法，認為「捐金玉於江湖，反珍奇於藪澤」，實屬「太平之道」，是值得鼓勵和持續的統治方法。
| 姜公輔《對直言極諫策》                                           |
| 姜公輔《對直言極諫策》全文（本圖出自《欽定全唐文》卷四百四十六） |

### 涇原兵變中的表現及擢相
783年（建中四年），爆發涇原兵變。姜公輔勸德宗皇帝及早鏟除與叛軍有關的朱泚，但德宗不從。同年農曆十月，叛軍攻國都長安，德宗與宗室眾臣倉卒出逃，公輔仍勸諫盡早捉拿朱泚，以免朱泚成為叛軍領袖，終為大患，德宗未暇理會。出逃途中，德宗想往鳳翔，公輔以鳳翔守兵多朱泚舊部，不宜前往，果然鳯翔守兵亦叛。德宗君臣逃至奉天，仍有爭論朱泚會否造反，姜公輔力勸德宗必須嚴加防範。德宗乃聽從公輔之議。
姜公輔協助皇帝應對兵變的表現，獲朝廷褒揚為「志懷濟物，監必通理。主文而諫，忠靡退言。經始以謀，事皆前定。道無屈撓，智適變通」，升任為諫議大夫，及同中書門下平章事的宰相職位。唐人柳宗元為此稱他「以奇策取相位」。
據宋人司馬光分析，姜公輔之所以被擢為相，除賴其個人因素外，還與人事紛爭有關。姜公輔在翰林任職時的同事陸贄，甚得德宗寵信，然而陸贄屢直諫，有違上意，令德宗頗為不悅，故此陸贄雖為皇帝親信，但未得為相，反而姜公輔「自下陳登用」。

### 直諫被貶

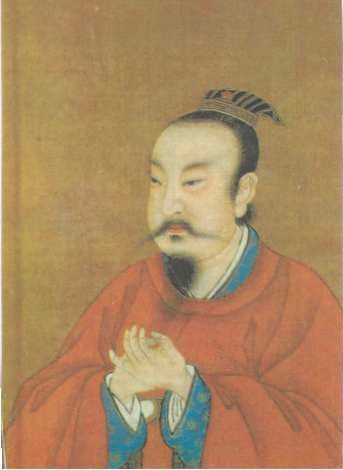
唐德宗像

姜公輔雖在涇原兵變、德宗出逃時獲任宰輔，但德宗對公輔並非十分滿意，曾說「朕意以公輔才行，共宰相都不相當，在奉天時早欲停罷，後因公輔辭退，朕已對面許訖。尋屬懷光背叛，遂且因循」。及後德宗君臣到達梁州城固時，德宗長女唐安公主去世。德宗深感哀痛，欲厚葬公主，在當地「權令造一塔安置，待收復京城，即擬將歸，以禮葬送」。公輔諫言「且宜儉薄，以濟軍士」。德宗對公輔言論大為反感，認為「不合是宰相所論之事」、「（姜公輔）都無道理，但欲指朕過失，擬自取名」，命令自己的親信，且為姜公輔友人，時任翰林學士的陸贄居中定奪。陸贄認為公輔無罪，為之抗辯，謂「公輔官在諫議，任居宰衡，獻替彌綸，乃其職分」，又認為「若造塔為非，費雖小而言者何罪」。然而德宗怒氣未消，指責公輔為「賣直取名」，陸贄了解到德宗有「素欲廢罷公輔之心」，但仍懇請德宗「何必以人而廢言」、「願陛下不以憎嫌而遺其片善」。經過一輪議論後，朝廷以姜公輔能「忌滿思退，持盈守謙」為名，免除其宰相職務，改任太子左庶子，勳、賜如故。
此後姜公輔不再得到德宗器重，相反卻連番貶謫。任太子左庶子後不久，公輔遇母喪解職，其後復任右庶子。792年（貞元八年）農曆十一月，姜公輔以久未調遷為由，找陸贄求遷，陸贄知道相關內情，回覆說丞相竇參已曾為公輔向皇帝求請，但皇帝仍怒，故不允。公輔恐懼，上疏辭職，求為道士，德宗質詢其由，公輔不敢供出陸贄，乃說從竇參得知。德宗聽後更怒，貶公輔為泉州別駕，竇參亦遭德宗斥責。

### 晚年生活
姜公輔自從792年（貞元八年）被貶為泉州別駕，至805年（貞元二十一年）去世，都在泉州度過。姜公輔貶謫泉州後，認識了南安九日山隱士秦系，秦系對《老子》有所研究，為之作注，自號「東海釣客」。公輔與秦系甚為友好，「築室與相近，忘流落之苦」。
在政績方面，據學者劉志強指，貶謫泉州的姜公輔「似無心政事」，從地方志中可證「姜公輔在泉州時政績無睹」。除此之外，由於秦系曾注《老子》，姜公輔可能也一度皈依道教。
805年，唐順宗繼位，起用姜公輔為吉州刺史，唯公輔未赴任，就在泉州去世。適值妻子在異地，秦系乃為他辦理後事，安葬九日山下。唐憲宗時，追贈姜公輔為禮部尚書。

## 著作
- 《姜氏族譜》：為姜公輔受唐帝之命統修，卷首中有他的序言。[28]
- 《白雲照春海賦》：清人董誥等編的《欽定全唐文》有收錄殘篇。[29]學者張秀民評論該文「詞藻綺麗，文思雕華，不愧登高能賦，可以為大夫矣」。[30]
- 《對直言極諫策》：董誥《欽定全唐文》有收錄全文。[31]學者張秀民謂該文是姜公輔的「碩果僅存之作品，彌足珍貴」，並對其內容作分析研究[32]（見上文）。

## 家族人物
- 曾祖父：姜则，任崖州舍城县丞[33]
- 祖父：姜神翊，任欽州參軍，始入籍遵化（在欽州），後升任舒州刺史[34]、同安郡太守，赠秘书监[33]。
- 父：姜挺，任盛唐令，徙居日南。[35]姜挺女墓志作徐州司户参军，赠左散骑常侍[33]
- 母：黃氏，欽州靈山人。[26]
- 弟：姜公復，考中進士，官至比部郎中。[36]
- 後裔：姜公輔後裔曾遷居別地。據學者張秀民考證，清代乾隆年間有公輔遠裔姜宏泰，本為錢塘人，後僑寓福建福州。[37]此外，學者劉志強指出現代江西省有公輔後裔。[38]

## 後世的紀念及評價

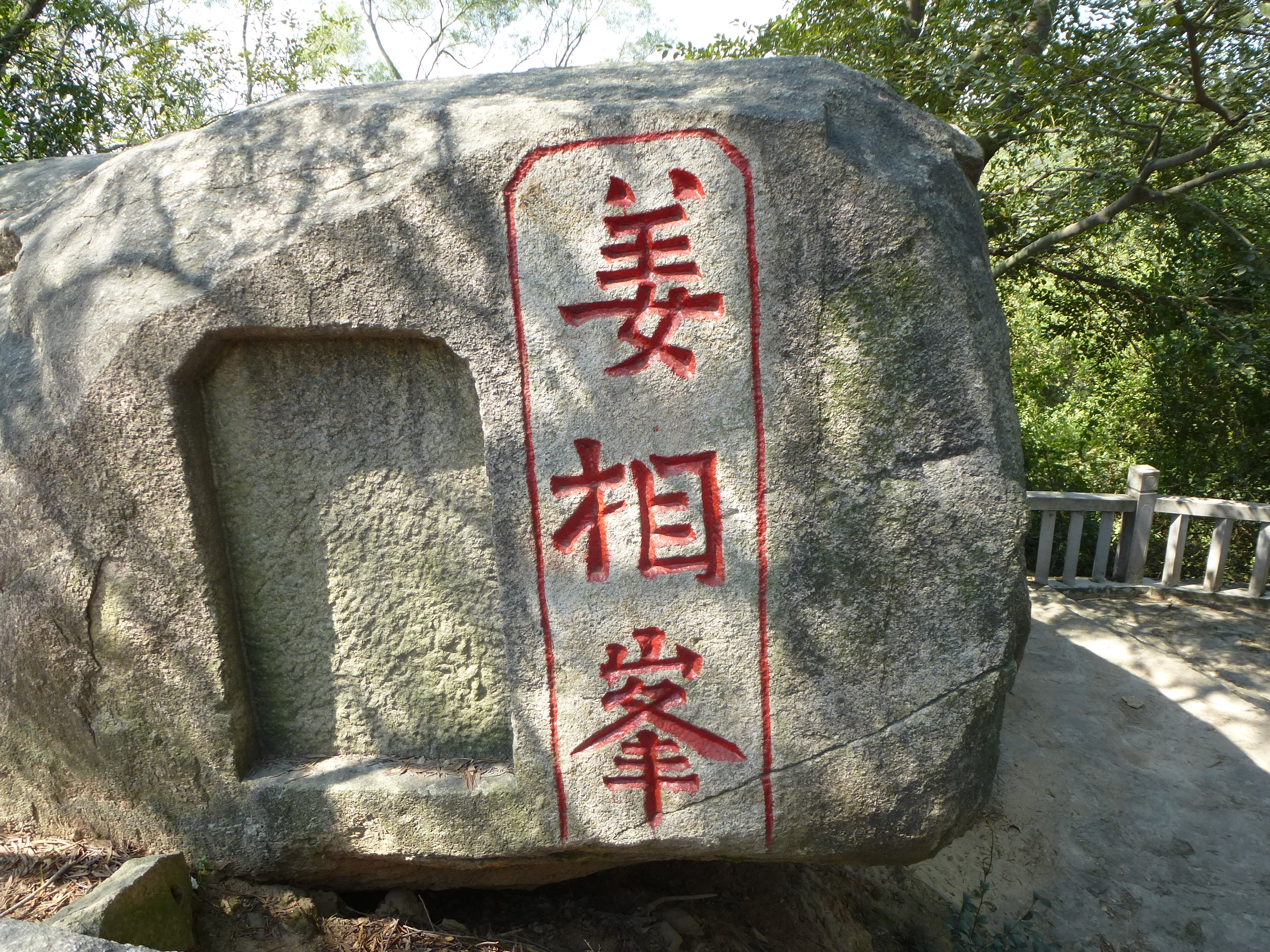
中國泉州九日山的「姜相峯」石刻

在傳統社會，文人及史家都對姜公輔的盡忠直諫，卻反被貶退的遭遇深表同情。五代時人所修《舊唐書》評道：「公輔一言悟主，驟及台司，一言不合，禮遽疏薄，則加膝墜泉之間，君道可知矣！」後世有不少文人作品，表達對公輔的敬意，如南宋時泉州長官真德秀《祭姜相公文》謂：「嗚呼！公以鯁亮之資，盡言於猜忌之主，一斥不復，沒於遐陬，然清風直節，千載而下，猶澟澟有生氣。」明代南安縣令黃濟《題姜相峯》謂：「龍顏曾犯進規箴，一寸忠貞百煉金，流落閩山終白首，匡扶唐祚有丹心。幽潛表揭名卿筆，苔蘚摩挲過客吟。千古高山人仰止，乘閒我亦樂追尋。」清代進士陳桂洲《題姜相峰次王梅溪韻》謂：「政賴姜公佐太平，何緣讜論竄山城？荒墳遺廟寒烟裏，千古高峯喜得名。事軼當年盡不平，姜公去後國傾城。雖然隱逸南邦老，萬古峯傳宰相名。」

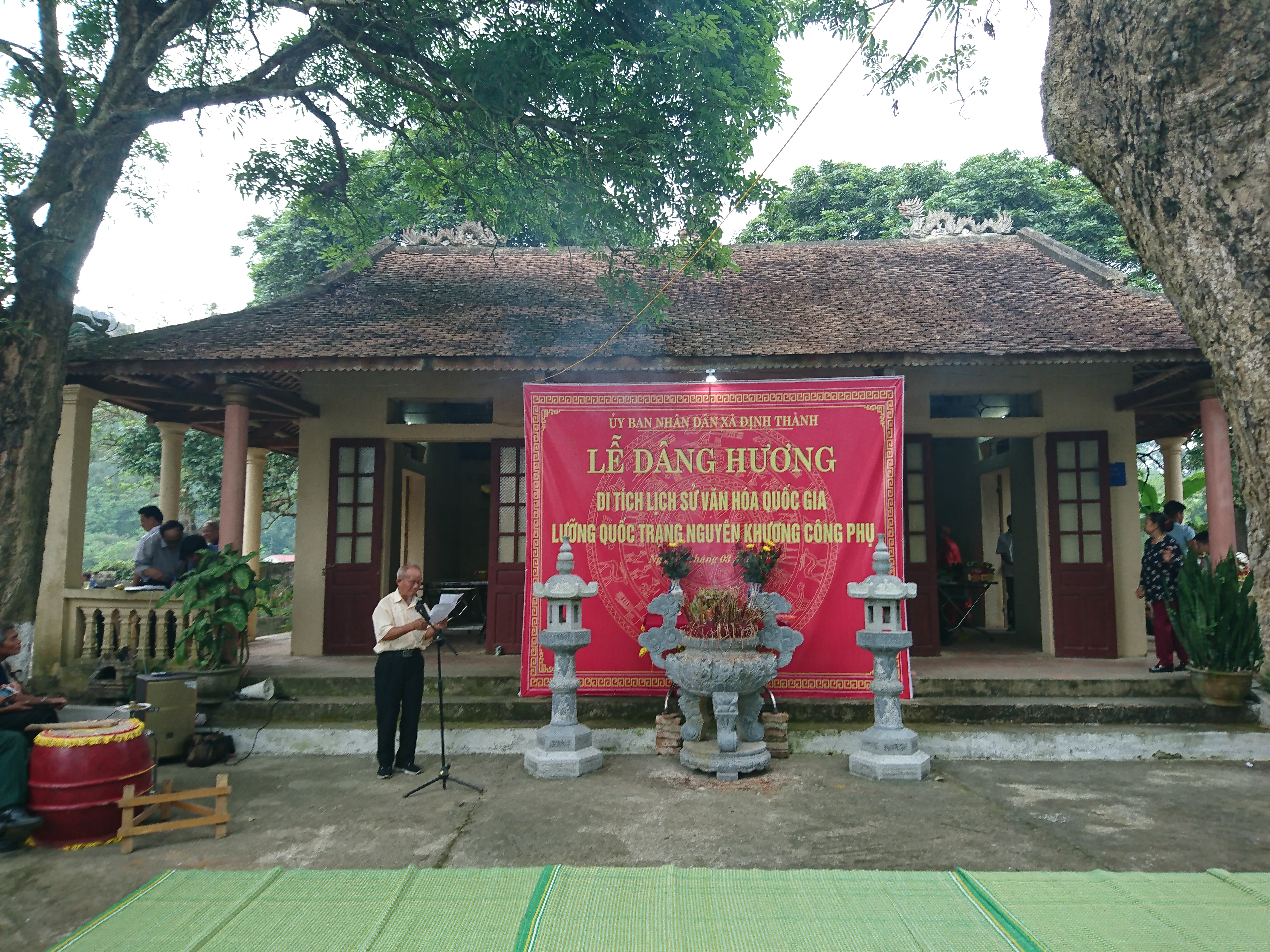
越南清化姜公輔祠

除了文人的撰文紀念，中越兩國民間還興建祠堂，追崇姜公輔。在中國宋代，趙宋皇族趙令衿在泉州姜公輔和秦系的合祠；蘇紳為紀念姜公輔，乃大書「姜相峯」三字，刻於九日山。在越南清化省安定縣，人們在姜公輔故里建有「姜狀元祠」。20世紀前期，中國學者黎正甫稱：「安南人至今猶稱之，引以為榮。」
在近現代以來，姜公輔生平事跡亦受學界注意，對他的生平事跡作出評論。越共學者從公輔登第來探究儒教與越南的關係。明崢《越南史略》指出：「儒教的傳播也比過去廣泛了。我國一部分貴族學習儒學，有的還在中國中了進士，其代表人物是那篇一直傳誦到今日的《白雲照春海賦》的作者──姜公輔」；越共學術機關越南社會科學委員會則指：「（唐代時）在我國，儒學還不是很盛行，但在社會上層人物中傳播得比過去更加深入、廣泛。……然而，在安南，學習和科舉仍然受限制。」臺灣學者呂士朋認為姜公輔能透過科舉入仕，可見「安南在中唐時文風已盛，蓋唐代以詩文取士，安南人欲入仕途，必精於此道」。
臺灣學者耿慧玲將姜公輔家族仕唐的歷史，歸納為越南在中國統治時期，中國統治政策的演變，以及當時越人的中國認同感的情況：「漢代對於越南地區『孝廉、茂才，許除補屬州長吏，不得任中州』的規定，到唐代已經有相當程度的突破」；「公輔位至宰相，當然更是中央官制中的極品，其弟公復官比部郎中，也是從五品上的官吏，掌稽句諸司百寮的俸料、周知內外的經費，已是相當重要官職。顯然姜氏家族並未自外於中國的政治之外，而中國的政治體系也將越南地區的秀異份子納入任官的體系中，可見在這一段時間（漢至唐）中，越南地區的士人對於中國是認同的，或許有所謂的地域觀念，但卻不應是越南獨立國家的意識。」

## 引用來源
1. ↑  劉志強《中越文化交流史論·科舉與愛州進士姜公輔》，北京商務印書館，7頁。
2. ↑  劉志強《中越文化交流史論·科舉與愛州進士姜公輔》，北京商務印書館，10頁。
3. ↑  《東南亞歷史詞典·「姜公輔」條》，上海辭書出版社，326頁。
4. ↑  歐陽修等《新唐書·姜公輔列傳》，北京中華書局，4831頁。
5. ↑  高伯《敏軒說類·姜公輔故里》，收錄於陳慶浩、鄭阿財、陳義主編《越南漢文小說叢刊》第二輯第五冊《筆記小說類》，臺灣學生書局，164頁。
6. ↑  .   [2014-09-07]. （原始内容存档于2014-09-09）.
7. ↑  《人物誌·姜丞相字公輔》，收錄於《越南漢文小說叢刊》第一輯第六冊《筆記小說類》，臺灣學生書局版，第146頁。
8. ↑  劉志強《中越文化交流史論·科舉與愛州進士姜公輔》，北京商務印書館，9─11頁。
9. ↑  劉志強《中越文化交流史論·科舉與愛州進士姜公輔》，北京商務印書館，6頁。
10. ↑  姜公輔《對直言極諫策》，收錄於董誥等《欽定全唐文》（第10冊）卷四百四十六，經緯書局，5762頁。
11. ↑  王溥《唐會要》卷七十六，北京中華書局，1389頁。
12. ↑  劉昫等《舊唐書·姜公輔列傳》，北京中華書局，3787頁；歐陽修等《新唐書·姜公輔列傳》，北京中華書局，4831─4832頁；黎崱《安南志略》卷第十五，北京中華書局，347頁。
13. ↑  張秀民《中越關係史論文集·唐宰相安南人姜公輔考》，文史哲出版社，31頁。
14. ↑  姜公輔《對直言極諫策》，收錄於董誥等《欽定全唐文》（第10冊）卷四百四十六，經緯書局，5762─5764頁；張秀民《中越關係史論文集·唐宰相安南人姜公輔考》，文史哲出版社，30─31頁。
15. ↑  劉昫等《舊唐書·姜公輔列傳》，北京中華書局，3787頁；歐陽修等《新唐書·姜公輔列傳》，北京中華書局，4832頁；司馬光《資治通鑑·唐紀》，北京中華書局，7353─7354、7357頁。
16. ↑  陸贄《蕭復劉從一姜公輔平章事制》，收錄於《陸贄集》卷七，北京中華書局，215頁。
17. ↑  劉昫等《舊唐書·姜公輔列傳》，北京中華書局，3787頁；歐陽修等《新唐書·姜公輔列傳》，北京中華書局，4832頁。
18. ↑  《柳宗元全集》卷十二《先君石表陰先友記》，上海古籍出版社，93頁。
19. ↑  司馬光《資治通鑑·唐紀》，北京中華書局，7418─7419頁。
20. ↑  陸贄《又答論姜公輔狀》，收錄於《陸贄集》卷十五，北京中華書局，462頁。
21. ↑  陸贄《興元論解姜公輔狀》，收錄於《陸贄集》卷十五，北京中華書局，454─460頁；劉昫等《舊唐書·姜公輔列傳》，北京中華書局，3787─3788頁。
22. ↑  陸贄《又答論姜公輔狀》，收錄於《陸贄集》卷十五，北京中華書局，462─463頁。
23. ↑  陸贄《姜公輔左庶子制》，收錄於《陸贄集》卷十五，北京中華書局，236頁；劉昫等《舊唐書·姜公輔列傳》，北京中華書局，3788頁。
24. ↑  劉昫等《舊唐書·姜公輔列傳》，北京中華書局，3788頁；歐陽修等《新唐書·姜公輔列傳》，北京中華書局，4832頁；司馬光《資治通鑑·唐紀》，北京中華書局，7537頁。
25. ↑  歐陽修等《新唐書·隱逸列傳·秦系列傳》，北京中華書局，5608頁；蘇鏡潭《民國南安縣志》卷三十五，收錄於《中國地方志集成·福建府縣志輯》（第28冊），上海書店出版社，340頁。
26. 1 2  劉志強《中越文化交流史論·科舉與愛州進士姜公輔》，北京商務印書館，11頁。
27. ↑  劉昫等《舊唐書·姜公輔列傳》，北京中華書局，3788頁；蘇鏡潭《民國南安縣志》卷三十五，收錄於《中國地方志集成·福建府縣志輯》（第28冊），上海書店出版社，340頁。
28. ↑  劉志強《中越文化交流史論·科舉與愛州進士姜公輔》，北京商務印書館，9頁。
29. ↑  姜公輔《白雲照春海賦》，收錄於董誥等《欽定全唐文》（第10冊）卷四百四十六，經緯書局，5762頁。
30. ↑  張秀民《中越關係史論文集·唐宰相安南人姜公輔考》，文史哲出版社，30頁。
31. ↑  姜公輔《對直言極諫策》，收錄於董誥等《欽定全唐文》（第10冊）卷四百四十六，經緯書局，5762─5764頁。
32. ↑  張秀民《中越關係史論文集·唐宰相安南人姜公輔考》，文史哲出版社，30─31頁。
33. 1 2 3  唐故宋州司法参军翟府君夫人天水姜氏墓志：元和岁乙未 故宋州司法参军翟府君 夫人姜氏殁，明年五月甲申安宅兆于河南县委粟乡之原。先时司法府君权厝于关中，至是不克合祔，盖时未袭吉，从权道也。夫人之先，勲烈茂德，弈世昌炽，着明于家谋矣。夫人则崖州舍城县丞讳则之曾孙。同安郡太守赠秘书监讳神翊之孙。徐州司户参军赠左散骑常侍讳挺之次女。故相国、吉州刺史、赠礼部尚书公辅之妹。
34. ↑  黎崱《安南志略》卷第十五，北京中華書局，347頁；Hội Bảo tồn Di sản Nôm─高春育等《大南一統志》卷十七高春育《大南一統志》卷十七《清化省下》，「唐姜公輔條」注引《欽州志》，第三十六頁。 （页面存档备份，存于）
35. ↑  黎崱《安南志略》卷第十五，北京中華書局，347頁；劉志強《中越文化交流史論·科舉與愛州進士姜公輔》，北京商務印書館，11頁。
36. ↑  黎崱《安南志略》卷第十五，北京中華書局，349頁；吳士連等《大越史記全書·外紀全書·屬隋唐紀》，東京大學東洋文化研究所，160頁。
37. ↑  張秀民《中越關係史論文集·唐宰相安南人姜公輔考》，文史哲出版社，32頁。
38. ↑  劉志強《中越文化交流史論·科舉與愛州進士姜公輔》，北京商務印書館，5頁。
39. ↑  劉昫等《舊唐書·姜公輔列傳》「史臣曰」，北京中華書局，3789頁。
40. ↑  蘇鏡潭《民國南安縣志》卷四十七，收錄於《中國地方志集成·福建府縣志輯》（第28冊），上海書店出版社，454頁。
41. ↑  蘇鏡潭《民國南安縣志》卷四十八，收錄於《中國地方志集成·福建府縣志輯》（第28冊），上海書店出版社，469頁。
42. ↑  蘇鏡潭《民國南安縣志》卷四十八，收錄於《中國地方志集成·福建府縣志輯》（第28冊），上海書店出版社，479頁。
43. ↑  脫脫等《宋史·宗室列傳·趙令矜列傳》，北京中華書局，8684頁。
44. ↑  蘇鏡潭《民國南安縣志》卷三十五，收錄於《中國地方志集成·福建府縣志輯》（第28冊），上海書店出版社，340頁。
45. ↑  高伯《敏軒說類·姜公輔故里》，收錄於陳慶浩、鄭阿財、陳義主編《越南漢文小說叢刊》第二輯第五冊《筆記小說類》，臺灣學生書局，164頁；Hội Bảo tồn Di sản Nôm─高春育等《大南一統志》卷十七「姜狀元祠」條，第七葉。 （页面存档备份，存于）
46. ↑  黎正甫《郡縣時代之安南》，上海商務印書館，177頁。
47. ↑  明崢《越南史略》，北京三聯書店，44。
48. ↑  越南社會科學委員會《越南歷史》，北京人民出版社，130頁。
49. ↑  呂士朋《北屬時期的越南》，香港中文大學新亞研究所，138頁。
50. ↑  耿慧玲《越南史論──金石資料之歷史文化比較·七至十四世紀越南國家意識的形成》，新文豐出版公司，293頁。